# 분청사기 상준
분청사기 상준(粉靑沙器象尊)은 경기도 광주시 곤지암읍, 경기도자박물관에 있는 조선시대의 분청사기이다. 2019년 8월 23일 경기도의 문화재자료 제190호로 지정되었다.

## 지정 사유
코끼리 모양으로 만든 상준(象尊)으로 귀얄붓으로 백토 분장을 두텁게 하고 투명유를 시유하여 전반적으로 둔중하고 투박한 분청사기의 특징이 두드러진다.
국내에서 발견되는 완형의 '상준' 예가 많지 않다는 점, 『국조오례의』「서례」도상에 따라 충실하게 만들어진 모습이라는 측면에서 가치가 있다.

## 같이 보기
- 분청사기

## 참고 문헌
- 분청사기 상준 - 국가유산청 국가유산포털